# Rochuskapelle (Wien)

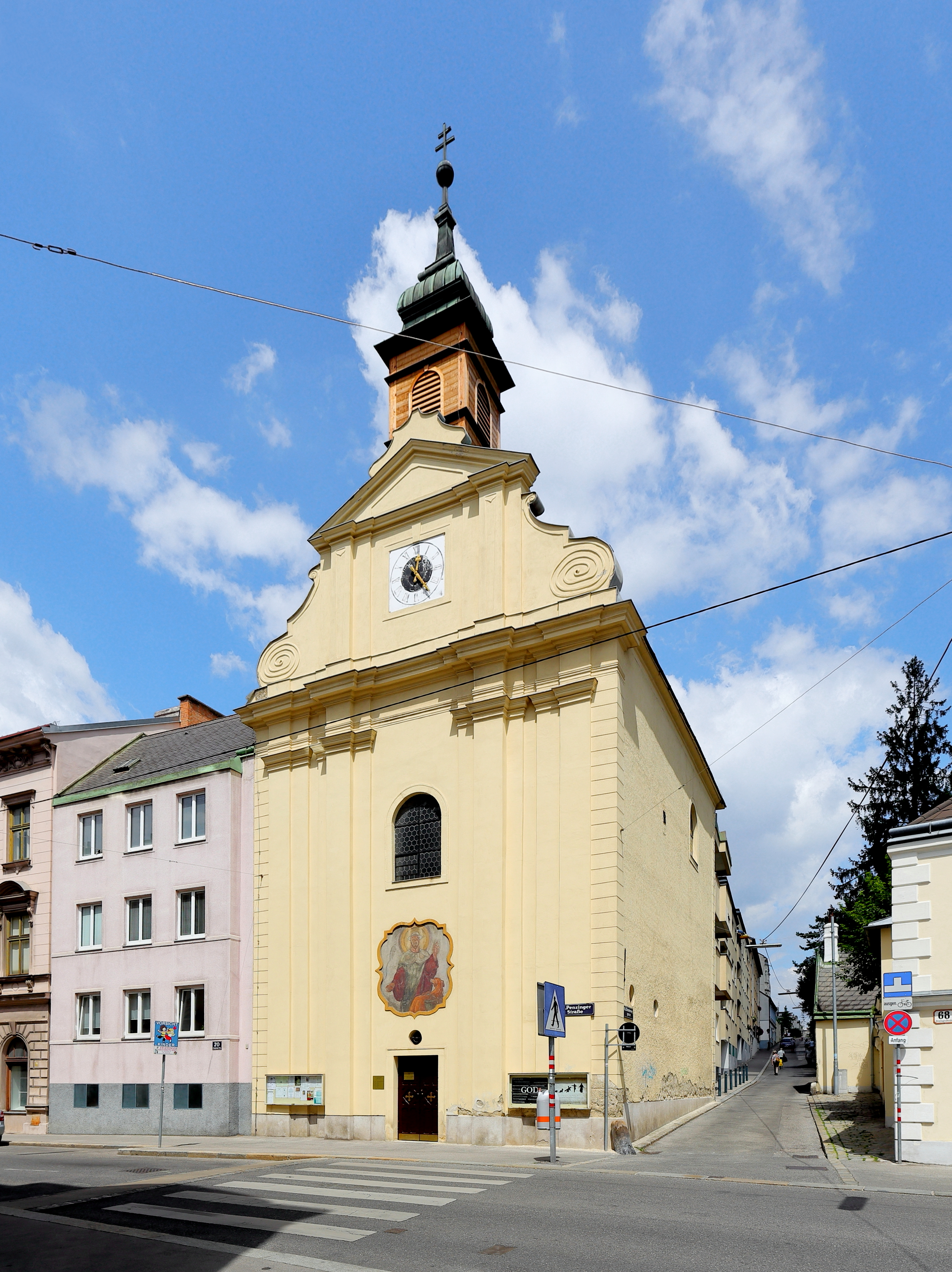
Rochuskapelle

Die Rochuskapelle ist eine katholische Kapelle im 14. Wiener Gemeindebezirk Penzing in der Penzinger Straße 70 und ist den beiden Pestheiligen Rochus und Sebastian gewidmet.

## Geschichte
Die Kapelle wurde auf Betreiben von Pfarrer Georg Einwang durch den Baumeister Georg Gerstenbrand 1660 errichtet. Während der Türkenbelagerung 1683 wurde auch die Rochuskapelle zerstört, später aber wieder aufgebaut. Im 18. Jahrhundert ließen die Wiener Handelsleute Johann Perinet und Johann Nikola die baufällige Kapelle renovieren, eine neuerliche Renovierung fand von 1842 bis 1845 statt.

## Beschreibung und Einrichtung

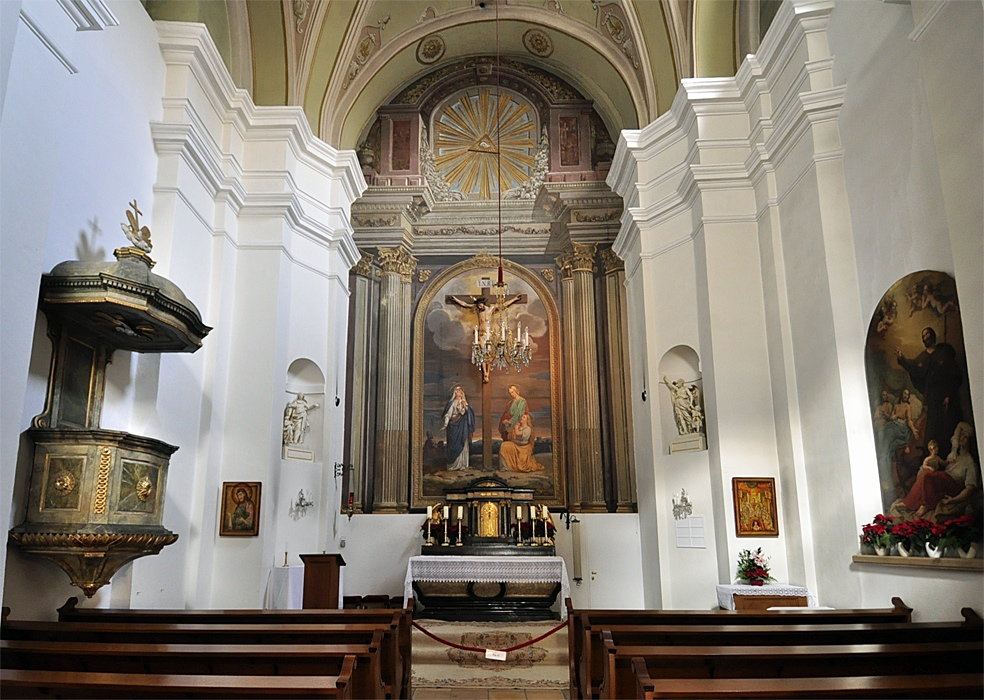
Innenansicht

Der Grundriss des Kapellenraumes ist ein griechisches Kreuz mit seichten Kreuzarmen und vorgelegtem Emporejoch. Der Raum ist jedoch in ein geschlossenes Rechteck eingestellt, so dass das Äußere keinen Schluss auf das Innere zulässt. Dieses Konzept wurde auch bei der Kirche am Leopoldsberg angewendet. Der Innenraum ist im Verhältnis zur Länge relativ hoch.
Die hohe Fassade ist im klassizistischen Stil und läuft über dem Gesimse liegenden Teil in großen Voluten aus. Im Giebel befindet sich mittig eine Uhr. Den Dachreiter ziert eine Blechhaube. Über dem Eingang befindet sich ein Wandgemälde, welches den hl. Rochus darstellt.
Der Hochaltar mit einer Kreuzigungsgruppe im Mittelpunkt stammt aus dem Jahre 1739 und ist bis auf den Tabernakel und dem Kreuz mit der Christusfigur gänzlich gemalt. Darüber ist das Auge Gottes in einem goldenen Strahlenkranz dargestellt. Das Seitenaltarbild ist ein Werk aus dem Jahr 1844 von dem Maler Johann Höfel.

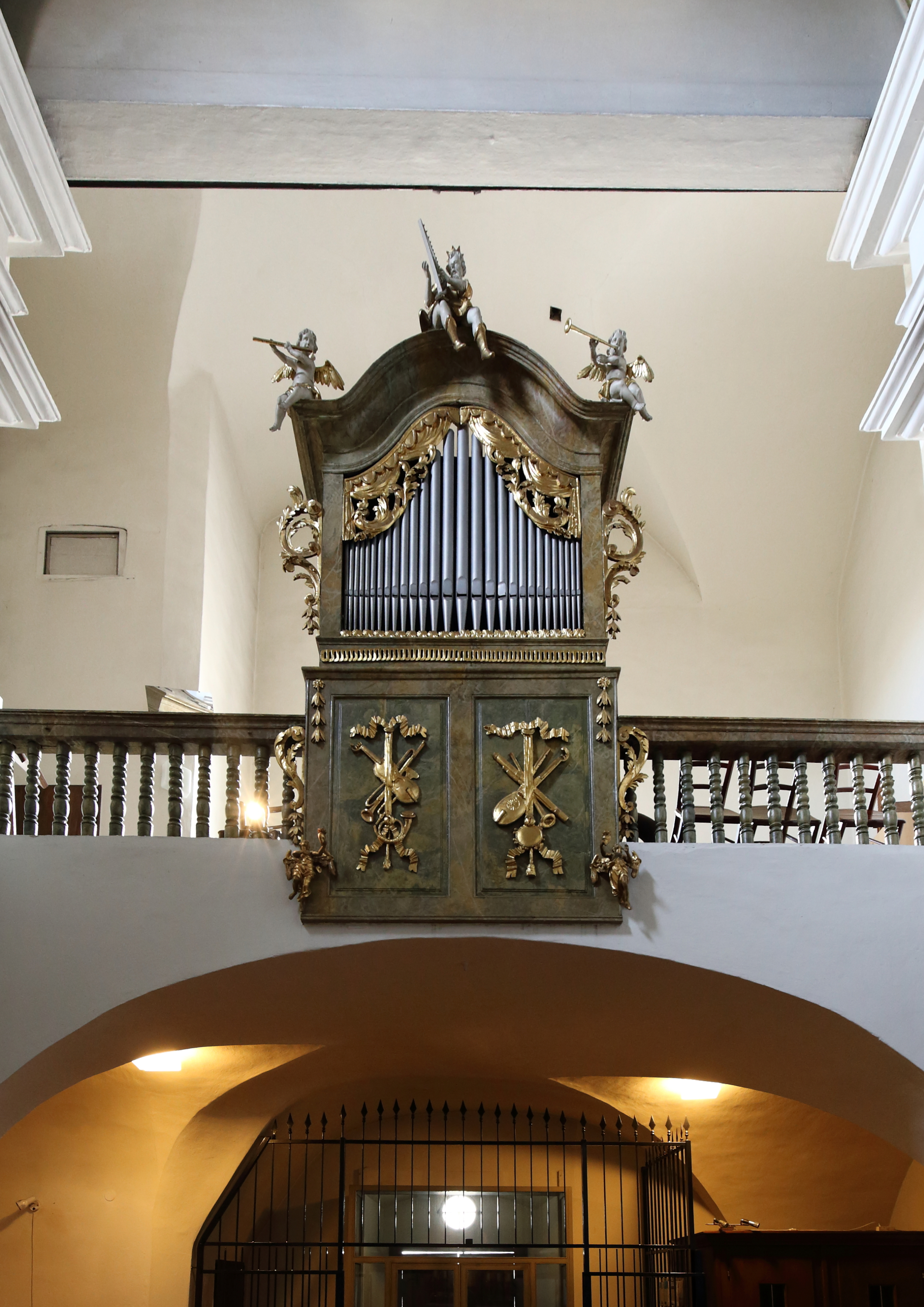
Die Brüstungsorgel der Kapelle

Die Brüstungsorgel stammt aus dem Jahr 1794 und ist ein Werk von Joseph Effinger († 1809), ein aus Mannheim stammender Preßburger Orgelbauer.

## Pfarrgemeinde
Die Kapelle gehört zur römisch-katholischen Pfarre Penzing St. Jakob der Erzdiözese Wien. Seit 1995 beheimatet sie die Wiener Pfarrgemeinde der Rumänischen griechisch-katholischen Kirche, die zum gemeinsamen Ordinariat für die byzantinischen Gläubigen in Österreich gehört.